# Râul Călui
Râul Călui este un curs de apă, afluent al râului Olteț. 